# Macrocamptus
Macrocamptus is een kevergeslacht uit de familie van de boktorren (Cerambycidae). De wetenschappelijke naam van het geslacht werd voor het eerst geldig gepubliceerd in 1948 door Dillon & Dillon.

## Soorten
Macrocamptus omvat de volgende soorten:
- Macrocamptus andamanicus (Gardner, 1930)
- Macrocamptus virgatus (Gahan, 1890)